# Naturschutzgebiet Oberes Dittelsbachtal - Klokenbruch
Das Naturschutzgebiet Oberes Dittelsbachtal - Klokenbruch mit einer Größe von 13,9 ha liegt nordöstlich von Küstelberg im Stadtgebiet von Medebach. Es wurde 2003 mit dem Landschaftsplan Medebach durch den Hochsauerlandkreis als Naturschutzgebiet (NSG) ausgewiesen. Das NSG ist ebenfalls Teil des Europäischen Vogelschutzgebietes Medebacher Bucht (DE-4717-401). Das NSG wird durch die Landstraße 872 in zwei Teilflächen geteilt. Westlich und östlich befindet sich der Dittelsbach im Landschaftsschutzgebiet Medebacher Norden: Düdinghauser Hochmulde, Talräume und Hangflächen.

## Gebietsbeschreibung
Im NSG befinden sich ein Teil des strukturreichen Bachlaufs des Dittelsbach mit Uferabbrüchen, Quellsümpfen und Grünland. Das Feucht- und Magergrünland im NSG wird mit Rindern beweidet.

## Tier- und Pflanzenarten im NSG
Vom Landesamt für Natur, Umwelt und Verbraucherschutz Nordrhein-Westfalen dokumentierter Tierarten im Gebiet: Gebirgsstelze, Goldammer, Neuntöter, Raubwürger und Waldeidechse. 
Im NSG kommen gefährdete Pflanzenarten vor. Auswahl vom Landesamt dokumentierter Pflanzenarten im Gebiet: Acker-Minze, Acker-Witwenblume, Ährige Teufelskralle,
Bach-Nelkenwurz, Bachbunge, Berg-Platterbse, Besenginster, Bitteres Schaumkraut, Blutwurz, Breitwegerich, Brennender Hahnenfuß, Echtes Johanniskraut, Echtes Labkraut, Echtes Mädesüß, Fuchssches Greiskraut, Färber-Ginster, Gänseblümchen, Gamander-Ehrenpreis, Geflecktes Johanniskraut, Gegenblättriges Milzkraut, Gelbes Sonnenröschen, Gewöhnliche Kreuzblume, Gewöhnliche Pestwurz, Gewöhnliche Vogelmiere, Gewöhnliches Ferkelkraut, Glattes Habichtskraut, Gras-Sternmiere, Großer Wiesenknopf, Harzer Labkraut, Heide-Labkraut, Kleine Bibernelle, Kleine Braunelle, Kleiner Wiesenknopf, Kleiner Baldrian, Kleines Habichtskraut, Kletten-Labkraut, Knolliger Hahnenfuß, Kohldistel, Kriechender Hahnenfuß, Kuckucks-Lichtnelke, Magerwiesen-Margerite, Moschus-Malve, Quellen-Hornkraut, Rundblättrige Glockenblume, Scharfer Hahnenfuß, Schlangen-Knöterich, Schmalblättriges Wollgras, Spitzlappiger Frauenmantel, Stattliches Knabenkraut, Sumpf-Dotterblume, Sumpf-Labkraut, Sumpf-Pippau, Sumpf-Veilchen, Sumpf-Vergissmeinnicht, Teich-Schachtelhalm, Gewöhnliche Traubenkirsche, Trollblume, Vogel-Wicke, Wald-Ehrenpreis, Wald-Engelwurz, Wald-Erdbeere, Weißes Labkraut, Wiesen-Bärenklau, Wiesen-Flockenblume, Wiesen-Kerbel, Wiesen-Kümmel, Wiesen-Platterbse, Wiesen-Schaumkraut, Zaun-Wicke und Zottiges Weidenröschen.

## Schutzzweck
Das NSG soll das Bachtal mit seinem Arteninventar schützen. Wie bei allen Naturschutzgebieten in Deutschland wurde in der Schutzausweisung darauf hingewiesen, dass das Gebiet „wegen der Seltenheit, besonderen Eigenart und Schönheit des Gebietes“ zum Naturschutzgebiet erklärt wurde.